# Mercedes-Benz Baureihe 223
Die Mercedes-Benz Baureihe 223 ist die elfte Generation der Oberklasse-Limousine S-Klasse der Marke Mercedes-Benz und das Nachfolgemodell der Baureihe 222. Die zweitürigen Varianten der Baureihe 217 wurden ersatzlos eingestellt.
Die neue S-Klasse wurde am 2. September 2020 vorgestellt. Die Markteinführung erfolgte im Dezember 2020.
Die Mercedes-Maybach-Variante mit besonders langem Radstand wurde am 19. November 2020 präsentiert und ist seit Mai 2021 erhältlich. Eine AMG-Version debütierte am 6. Dezember 2022. Der Mercedes-Benz EQS, ein vollelektrisch angetriebenes Pendant, wurde am 15. April 2021 vorgestellt.

## Modellgeschichte

### Allgemeines
Die S-Klasse der Baureihe 223 ist in allen Dimensionen größer als das Vorgängermodell. Die Rückleuchten sind wie schon in der modellgepflegten Baureihe 213 breit und horizontal unterteilt. Erstmals sind gegen Aufpreis die Türgriffe bündig in die Karosserie integriert. Sie sollen ausfahren, wenn sich der Fahrer dem Fahrzeug nähert. Ebenfalls gegen Aufpreis erhältlich ist ein sogenanntes Digital Light, das vor erkannten Gegenständen und Personen vor dem Fahrzeug warnen soll und eine Allradlenkung, bei der bis zu einer Geschwindigkeit von 60 km/h und einem Winkel bis zu 10 Grad die Hinterräder entgegengesetzt zu den Vorderrädern, und darüber in die gleiche Richtung wie die Vorderräder einschlagen. Sie verringert den Wendekreis des Fahrzeugs um bis zu zwei Meter. Für die Maybach-Version ist sie auch mit einem kleineren Winkel von 4,5 Grad verfügbar.
Der Strömungswiderstandskoeffizient cw wird mit 0,22 angegeben. Bei einer Stirnfläche A von 2,5 m² ergibt sich so ein cwA-Wert von 0,55 m². Die Maybach-Version ist auf Wunsch wieder in Zweifarblackierung erhältlich.
Gegenüber dem Vorgängermodell hat die Baureihe 223 weitere Fahrerassistenzsysteme. Ein aktiver Lenk-Assistent soll beispielsweise den Fahrer bei der Bildung einer Rettungsgasse unterstützen.
Ab dem zweiten Halbjahr 2021 sollte die S-Klasse nach Autonomiestufe 3 im Stau auf der Autobahn fahren können. Bei einem Unfall würde demnach der Hersteller und nicht der Fahrer haften. Das System soll bis zu einer Geschwindigkeit von 60 km/h (seit April 2025 95 km/h) funktionieren. Eine höhere Geschwindigkeiten ist in Europa nicht erlaubt aufgrund einer Regelung der UNECE. Auch in den USA ist das System nur bis 40 mp/h einsetzbar. Im November 2021 wurde die Einführung dieser Funktion verschoben. Einen Monat später wurde der Drive Pilot für Anfang 2022 in Deutschland genehmigt. Seit Mai 2022 kann er bestellt werden. Auf 13.191 für den Drive-Pilot freigegebenen Kilometern Autobahn soll er zur Verfügung stehen, tätigt aber keine Spurwechsel. Verwendet werden kann er nur bei Tageslicht und bei Temperaturen über 3 °C, keinem Frost oder Starkregen, sowie einem erkannten, vorausfahrenden Fahrzeug. Zudem funktioniert der Drive Pilot nicht in Tunneln oder Baustellen und nur mit vorhandenen und sichtbaren Fahrbahnmarkierungen. Im Januar 2023 erhielt Mercedes-Benz die Zulassung für den Drive Pilot auch im US-Bundesstaat Nevada. Am Flughafen Stuttgart rüstete APCOA zusammen mit Bosch und Daimler (heute Mercedes-Benz Group) das Parkhaus P6 so aus, dass sogenanntes „Automated Valet Parking“ möglich ist. Dabei kann der Fahrer mit einer App im Voraus einen Stellplatz reservieren und das Fahrzeug direkt hinter der Einfahrtschranke an einer Übergabezone abgeben und das Parkhaus verlassen. Das Fahrzeug findet den Stellplatz dann vollautomatisch. Auch bei der Rückkehr fährt das Fahrzeug auf Smartphone-Abruf automatisch zur Übergabezone. Die Baureihe 223 ist das erste Fahrzeug, bei dem das „Automated Valet Parking“ gegen Aufpreis ermöglicht wird.
Im Innenraum wird ein bis zu 12,8 Zoll großer Monitor eingebaut. Zudem kommt die zweite Generation des MBUX-Systems zum Einsatz, der als intelligenter persönlicher Assistent fungiert. Über eine Sprachsteuerung, die mit dem Kommando „Hey Mercedes“ aktiviert wird, können verschiedene Befehle gegeben werden, wie beispielsweise das Wechseln des Radiosenders oder das Ändern der Klimatisierung. Mit Hilfe von vier Kameras im Innenraum und Künstlicher Intelligenz soll die S-Klasse die Wünsche und Absichten der Insassen erkennen und MBUX unterstützen. Die Software soll per Over-the-Air-Update aktualisiert werden können.

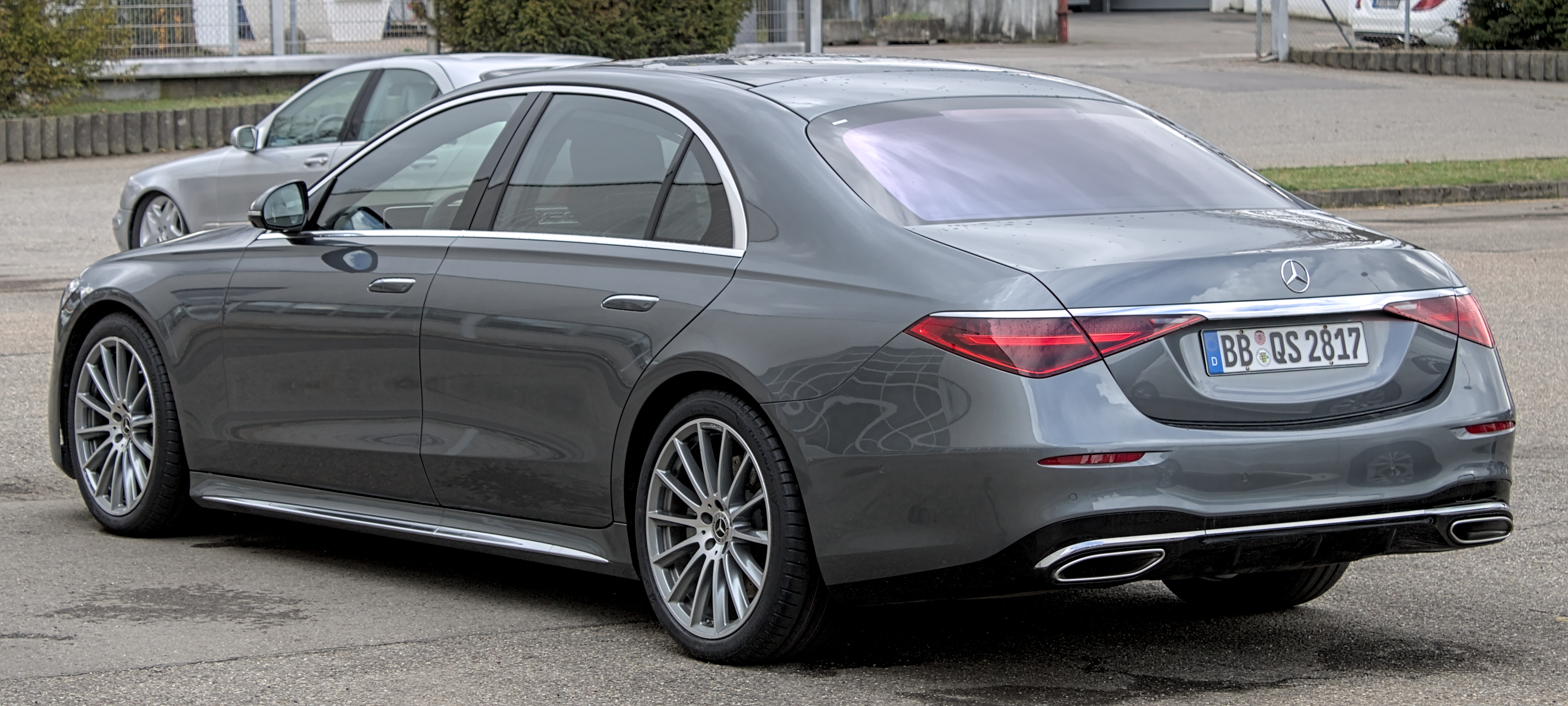
Heckansicht
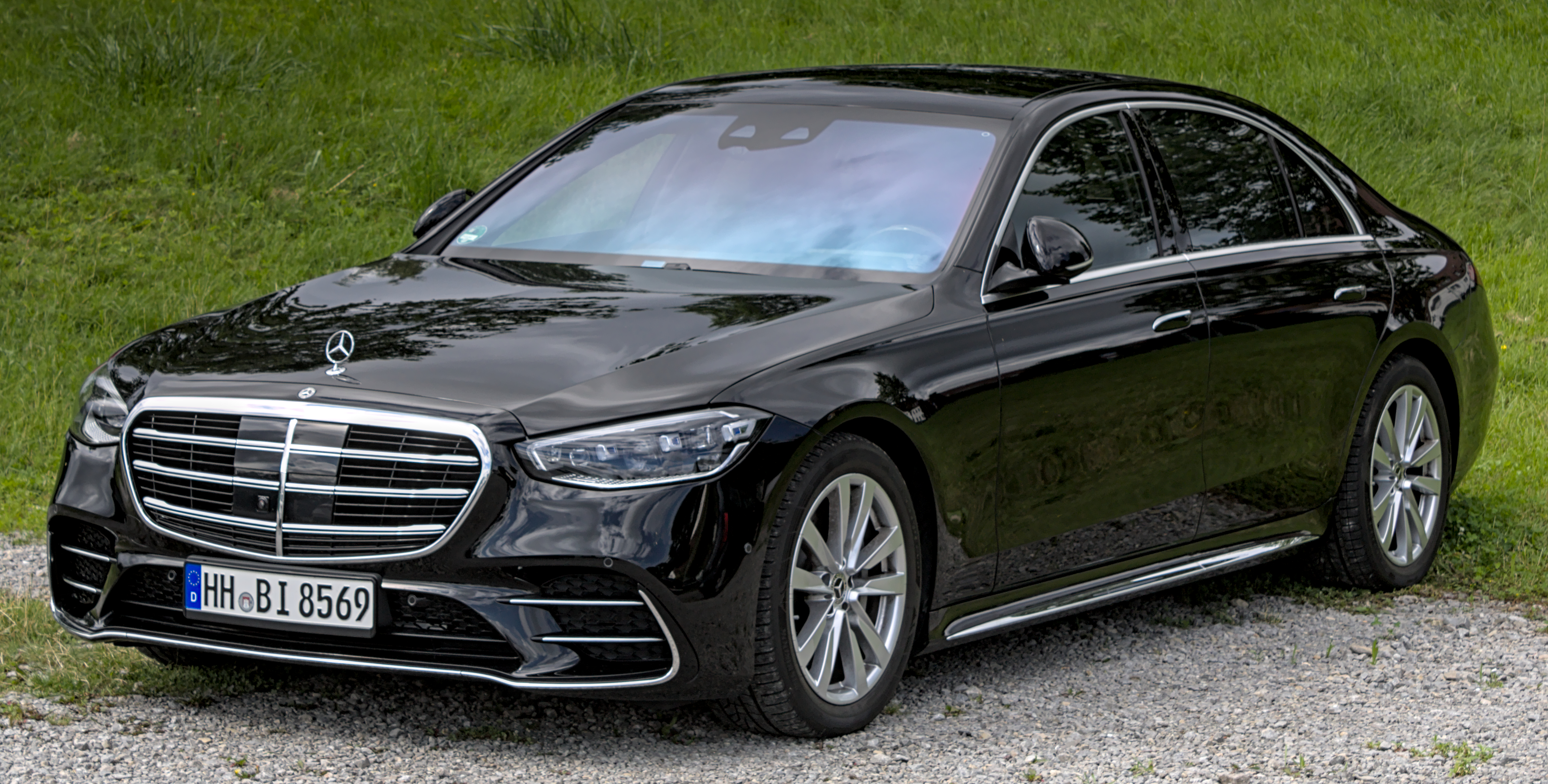
Mercedes-Benz S 350 d (V 223, seit 2020)
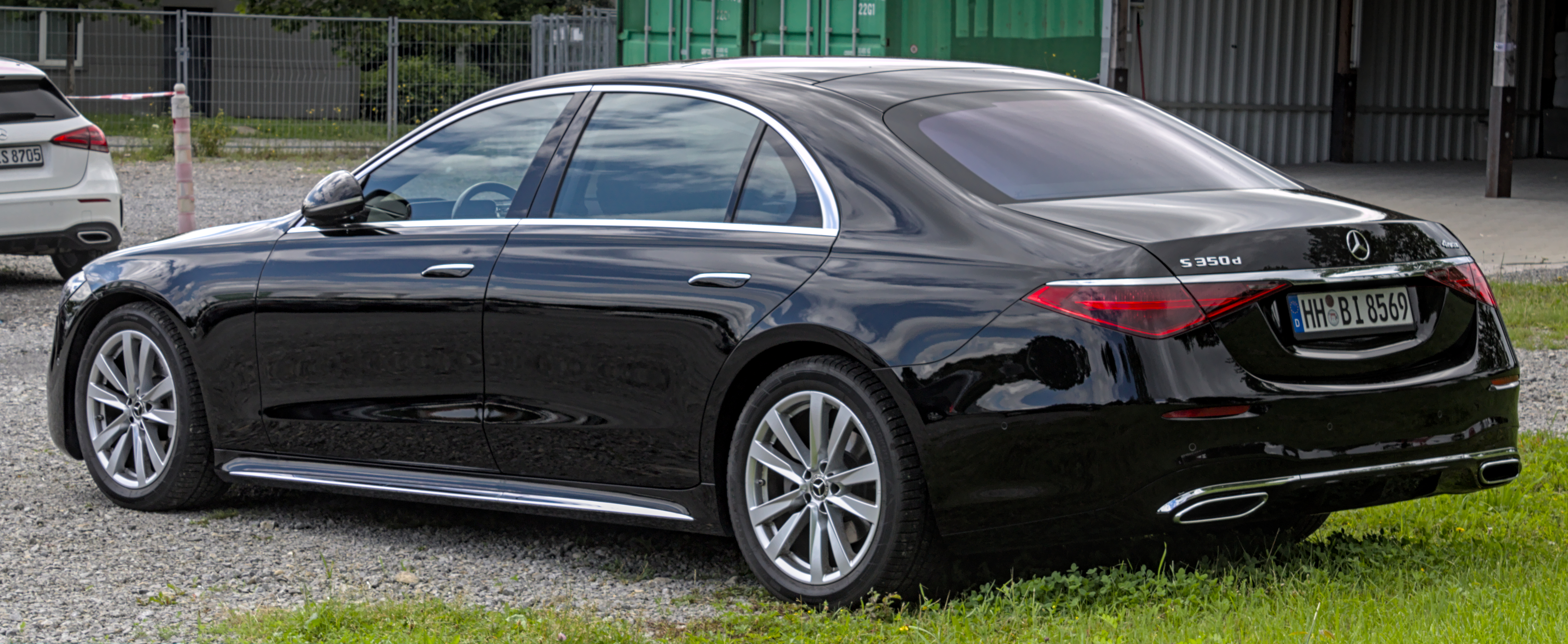
Heckansicht
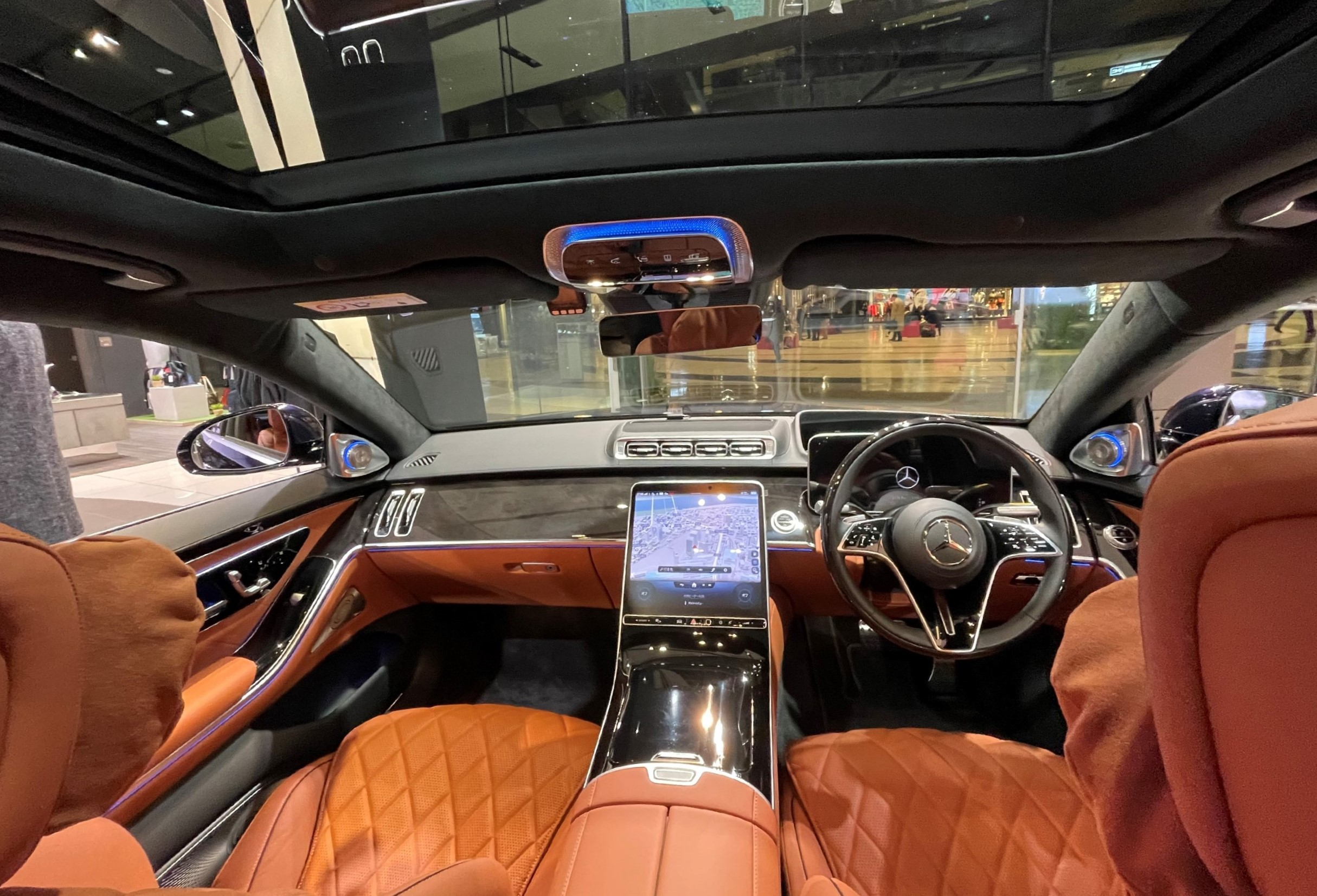
Innenansicht
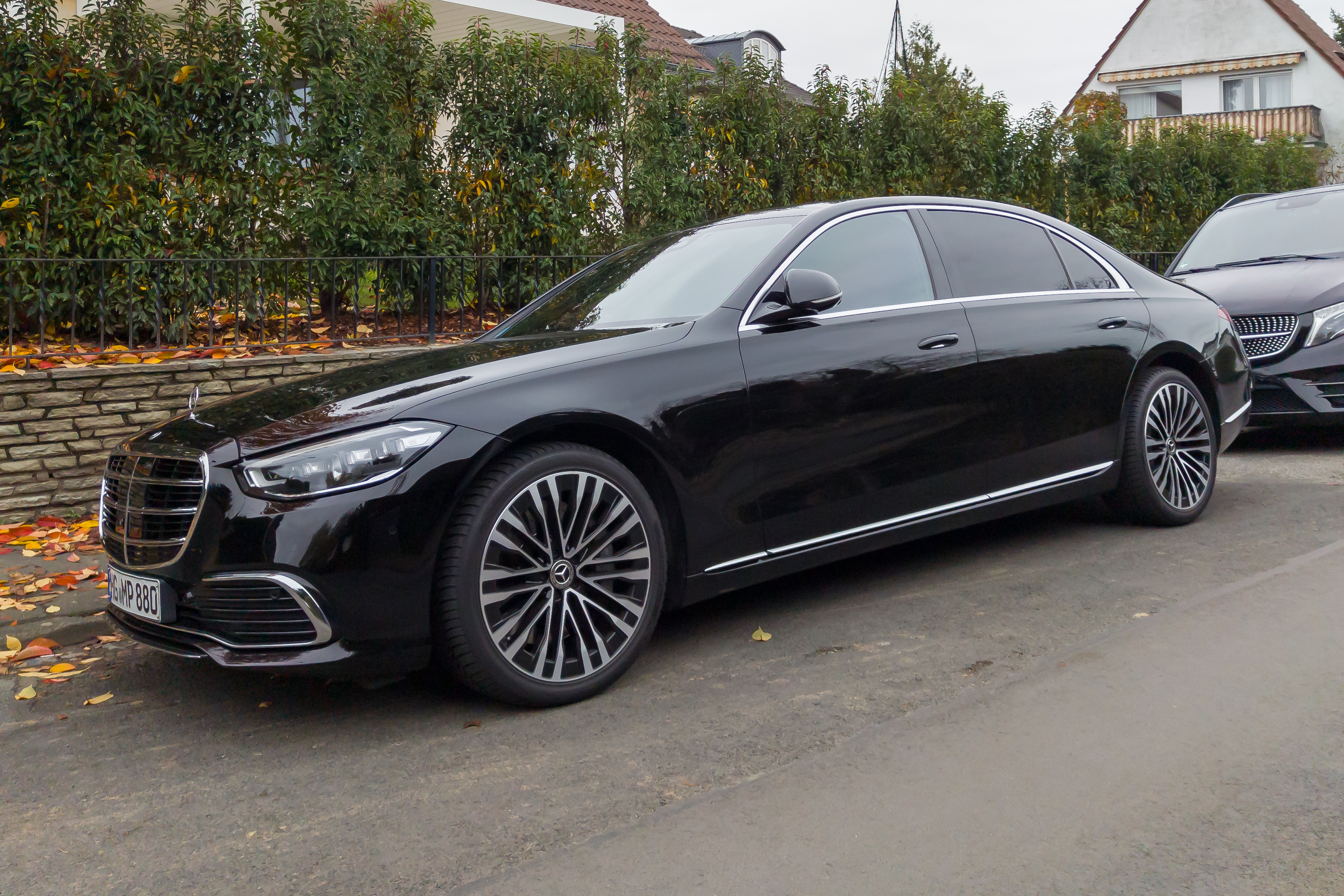
Version mit traditionellen Türgriffen, Grundausstattung
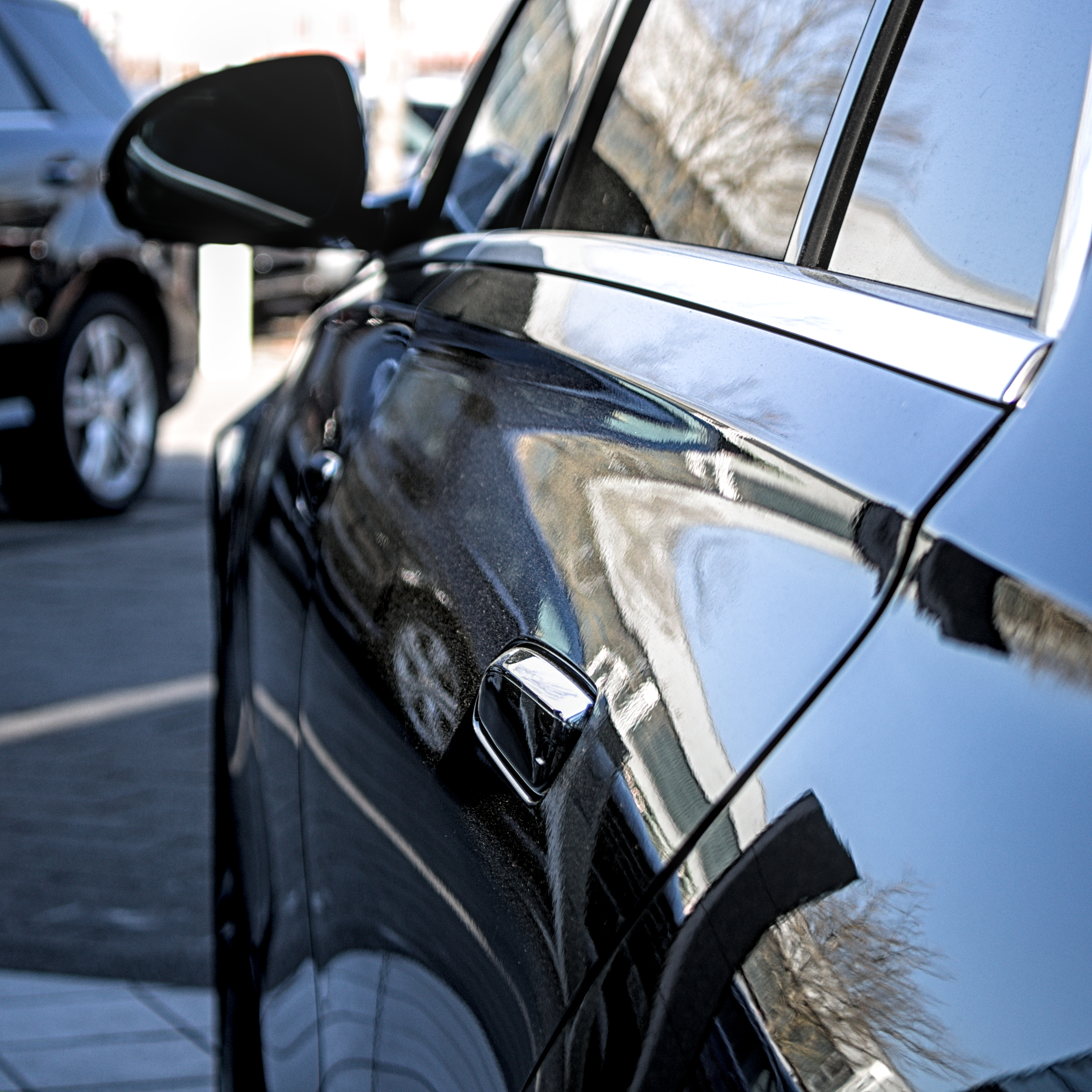
In die Karosserie integrierte Türgriffe
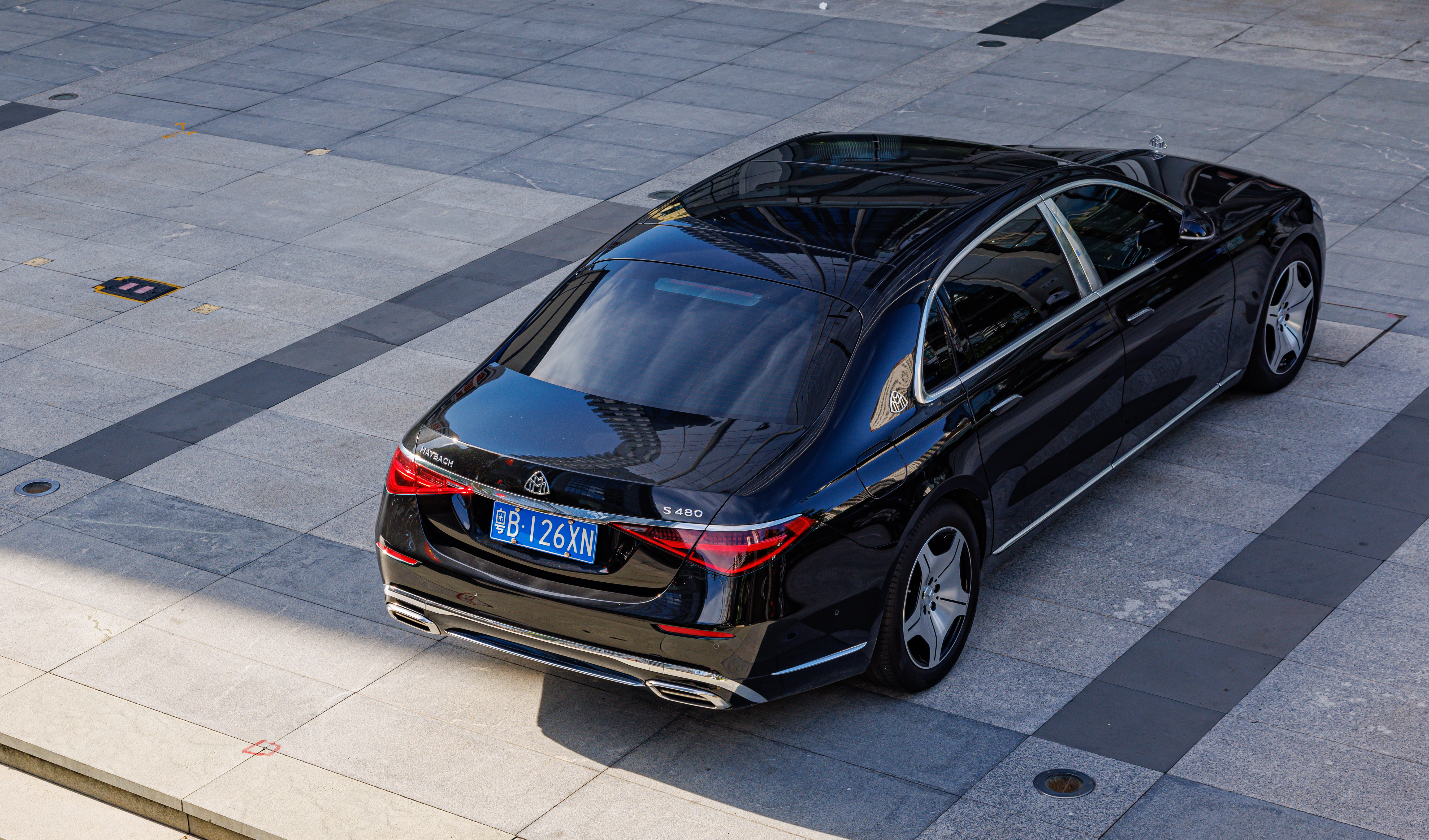
Mercedes-Maybach S 480 (Z 223, seit 2021)

### Produktion

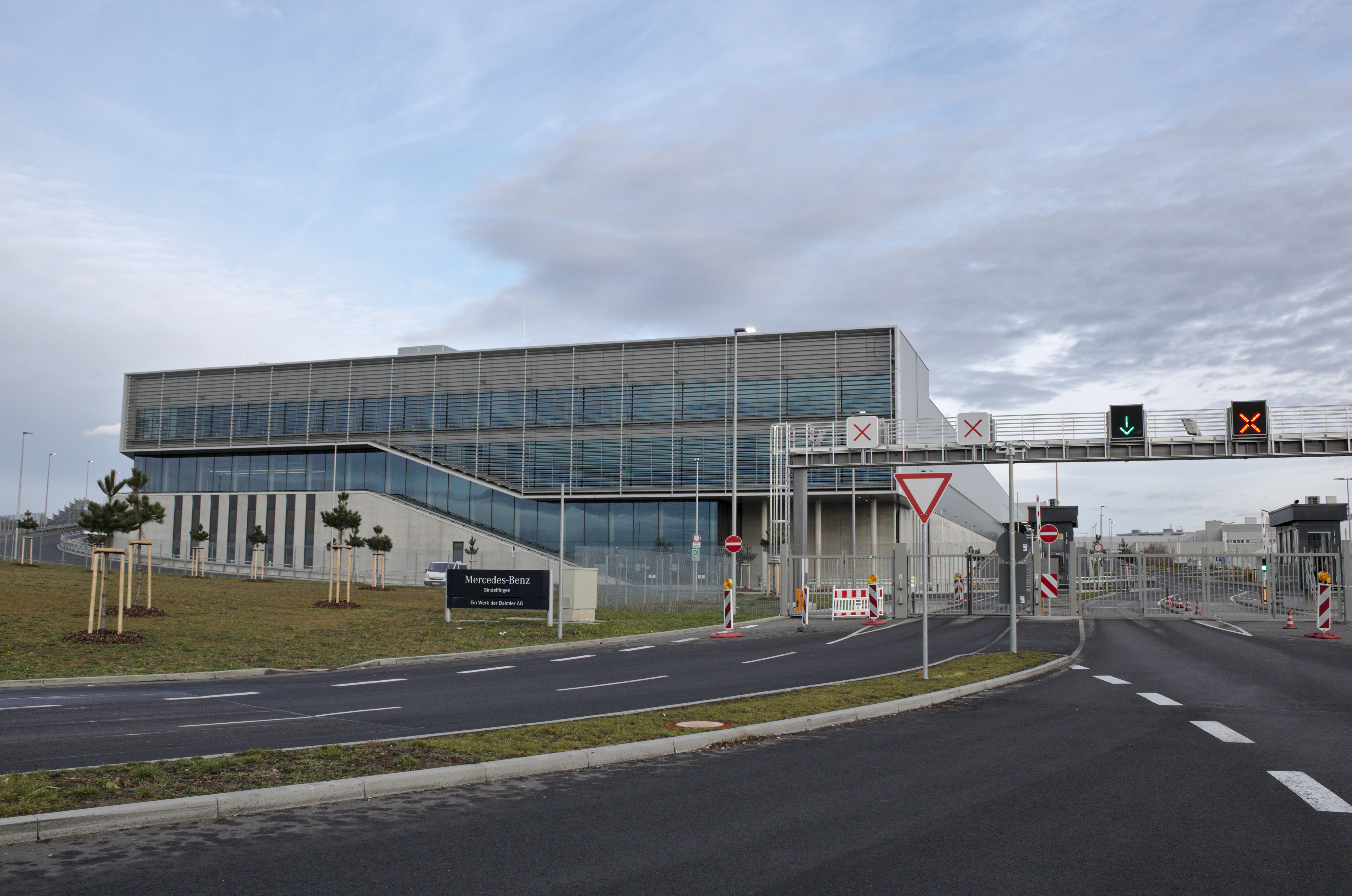
Neu errichtete Factory 56 im Mercedes-Benz Werk Sindelfingen

Eigens für die Produktion der Baureihe 223 investierte die Daimler AG rund 730 Millionen Euro in eine neue Halle – die Factory 56 – im Westen des Mercedes-Benz Werks Sindelfingen. Dort wird die S-Klasse seit Sommer 2020 aus angelieferten Baugruppen voll digitalisiert und CO2-neutral montiert. Dies wird durch Ökostrom, aber auch über zugekaufte Klimazertifikate erreicht. Die Factory 56 produziert einen Großteil ihres Stroms über Solarfelder auf dem Dach; die Solarenergie speichert sie in umfunktionierten Autobatterien. Der Energieverbrauch gegenüber bisherigen Werken konnte um 25 Prozent reduziert werden – unter anderem fällt durch Fenster in der Decke Tageslicht in die Halle.

### Abmessungen
|                             | W 223 (kurzer Radstand)     | V 223 (langer Radstand)     | Z 223 (Maybach)             |
| Länge × Breite × Höhe       | 5179 mm × 1921 mm × 1503 mm | 5289 mm × 1921 mm × 1503 mm | 5469 mm × 1921 mm × 1510 mm |
| Länge × Breite × Höhe (AMG) | —                           | 5336 mm × 1921 mm × 1515 mm | —                           |
| Radstand                    | 3106 mm                     | 3216 mm                     | 3396 mm                     |

## Motorisierungen

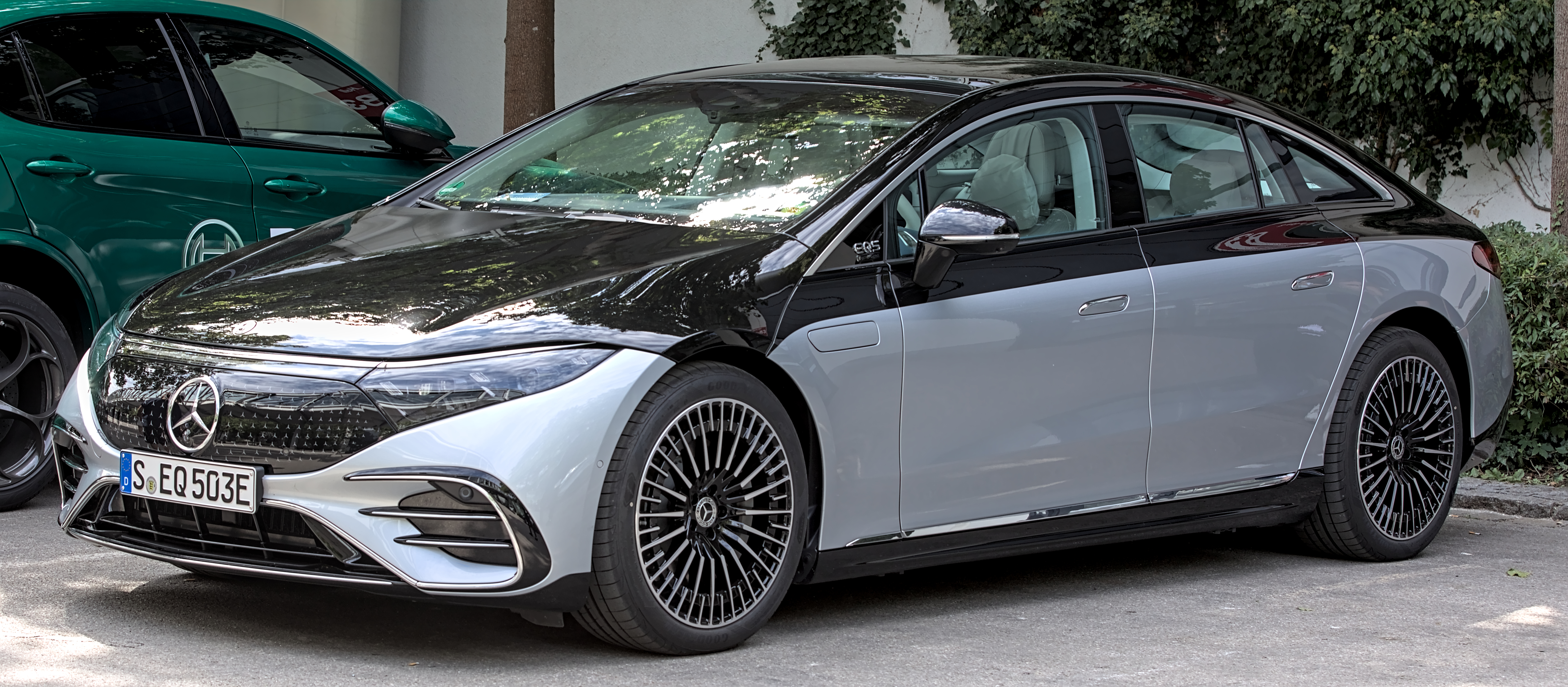
Mercedes-Benz EQS

Zum Marktstart wurde die S-Klasse nur mit Sechszylinder-Otto- oder Dieselmotoren und kurzem (W 223) oder langem (V 223) Radstand angeboten. Die Reihensechszylinder-Ottomotoren M 256 sind durch einen 48V-Kurbelwellenstartergenerator als Mild-Hybrid ausgeführt. Die Motorversion mit 320 kW (435 PS) ist zusätzlich mit einem elektrischen Zusatzverdichter ausgestattet. Im Mai 2021 folgte ein V8-Benziner. Später folgte noch ein Plug-in-Hybrid mit einer elektrischen Reichweite von rund 100 km sowie ein Derivat von Mercedes-AMG mit einer Systemleistung von 590 kW (802 PS). Seit Mai 2021 wird zudem eine besonders luxuriös ausgestattete Version von Mercedes-Maybach angeboten. Sie ist auch mit einem V12-Benziner erhältlich.
Außerdem gibt es seit Sommer 2021 mit dem EQS ein eigenständiges, batterieelektrisch angetriebenes Modell unter der Submarke Mercedes-Benz EQ. Einen ersten Ausblick darauf hatte die Daimler AG auf der IAA im September 2019 mit dem Konzeptfahrzeug Mercedes-Benz Vision EQS gezeigt.

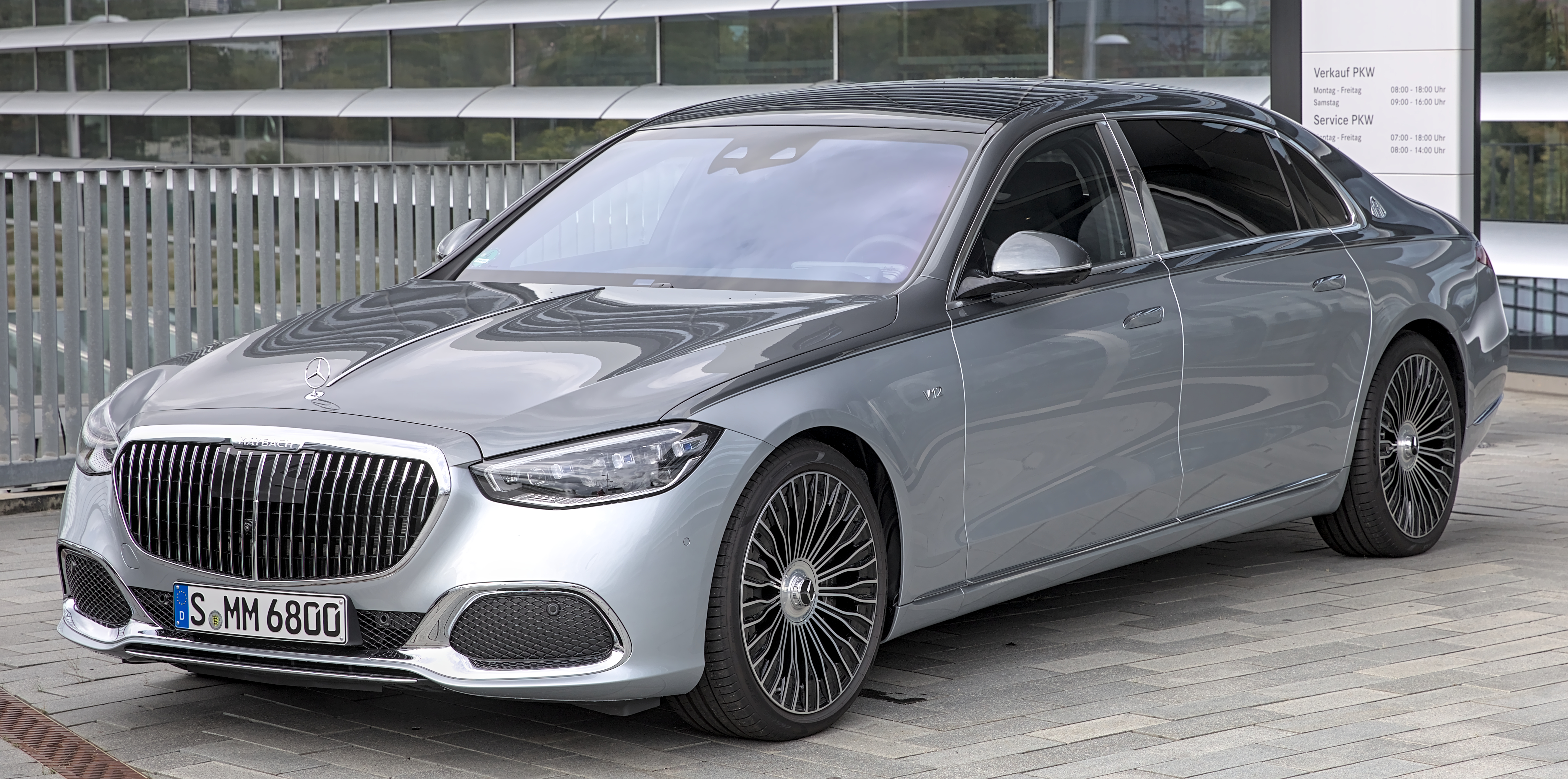
Mercedes-Maybach S 680 in Zweifarblackierung (Z 223, seit 2021)
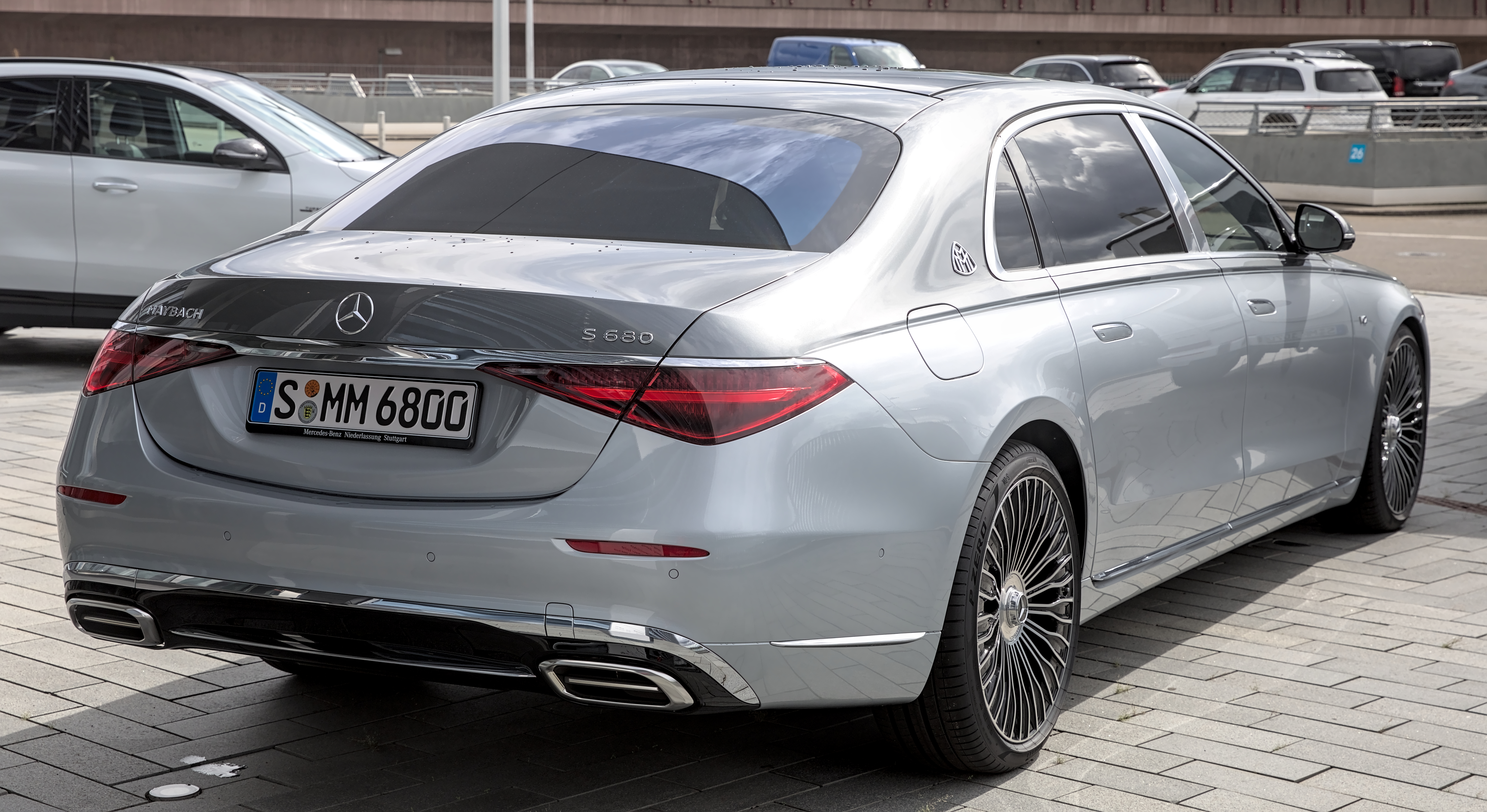
Heckansicht der V12-Version
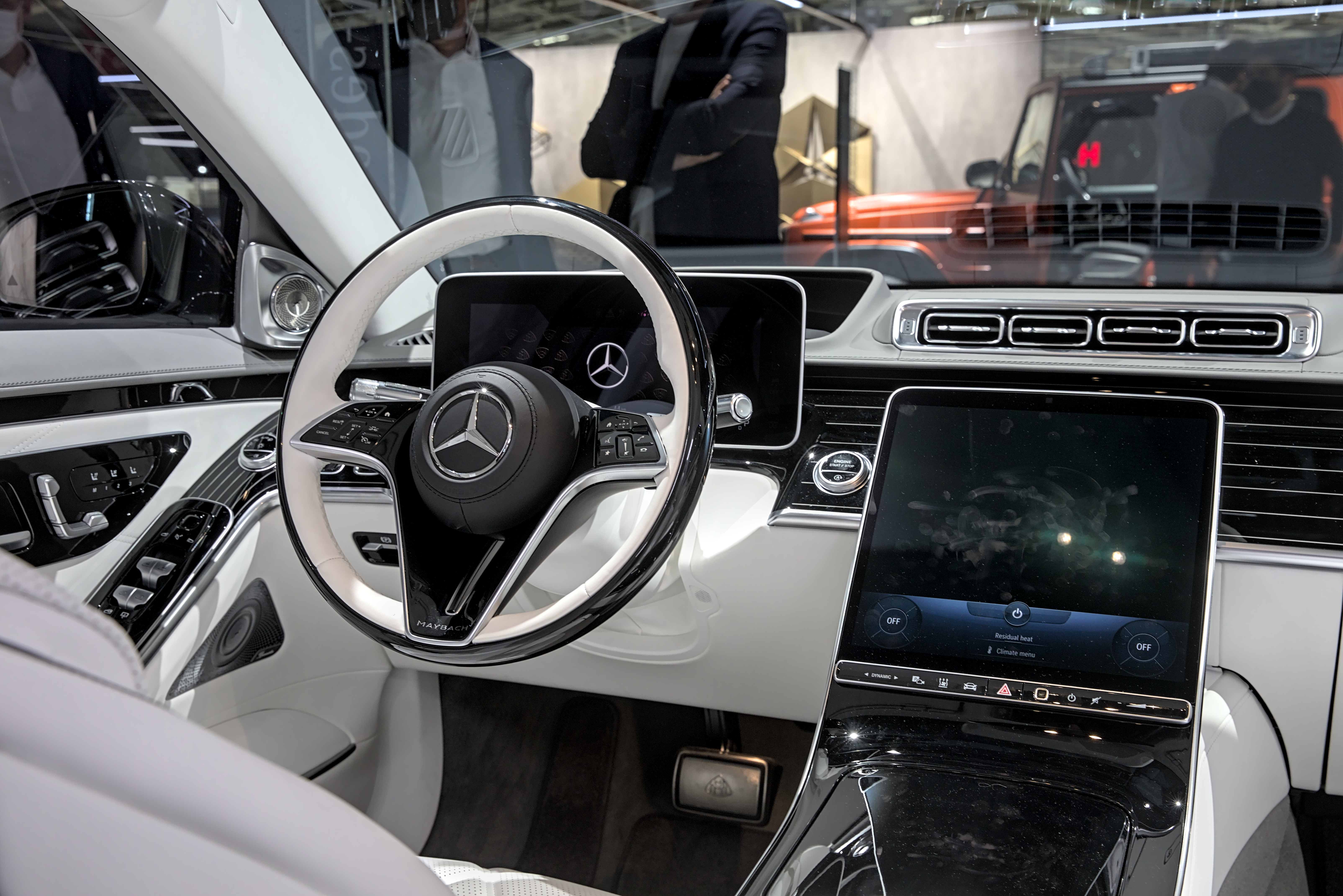
Innenansicht - Vorne
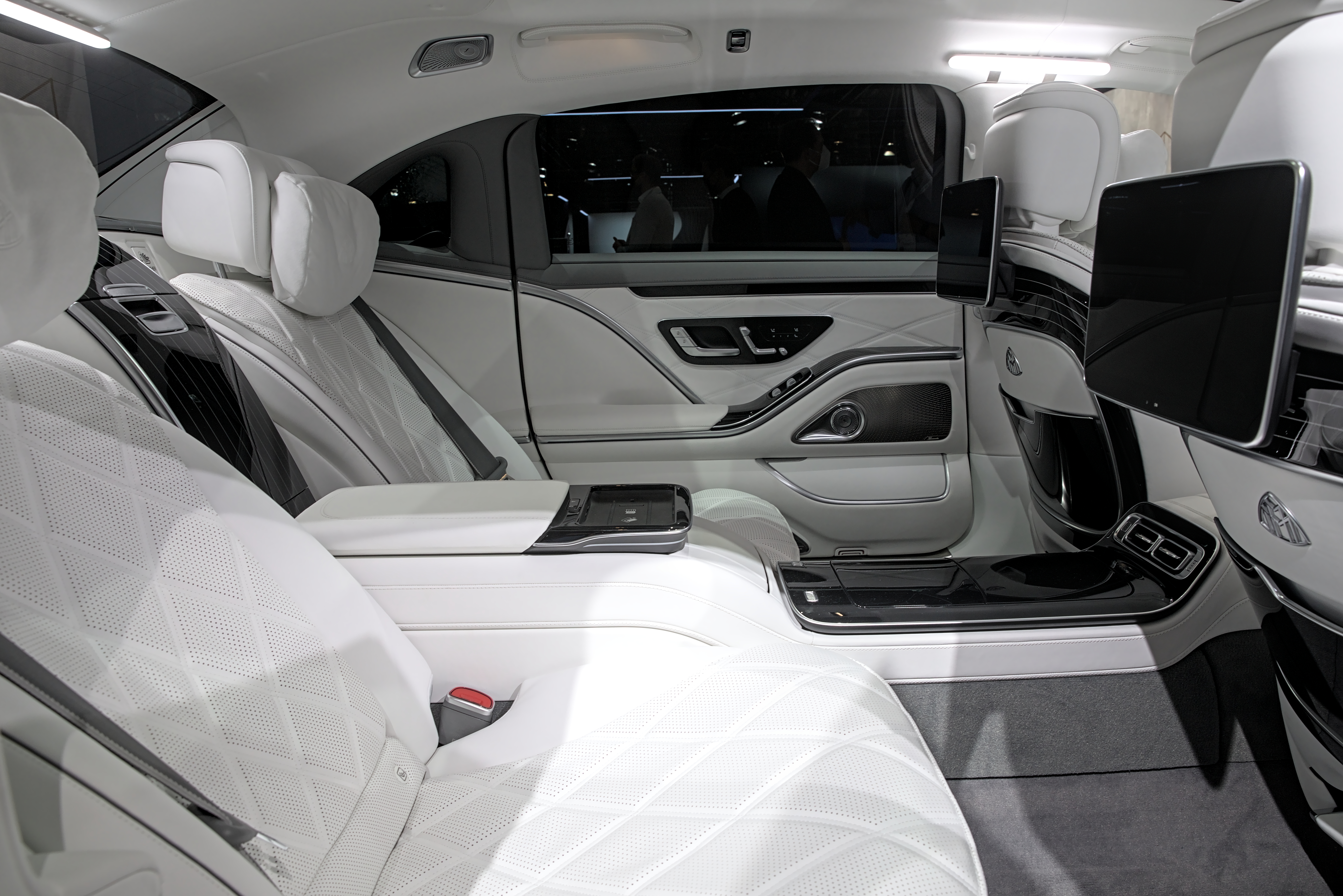
Innenansicht - Hinten
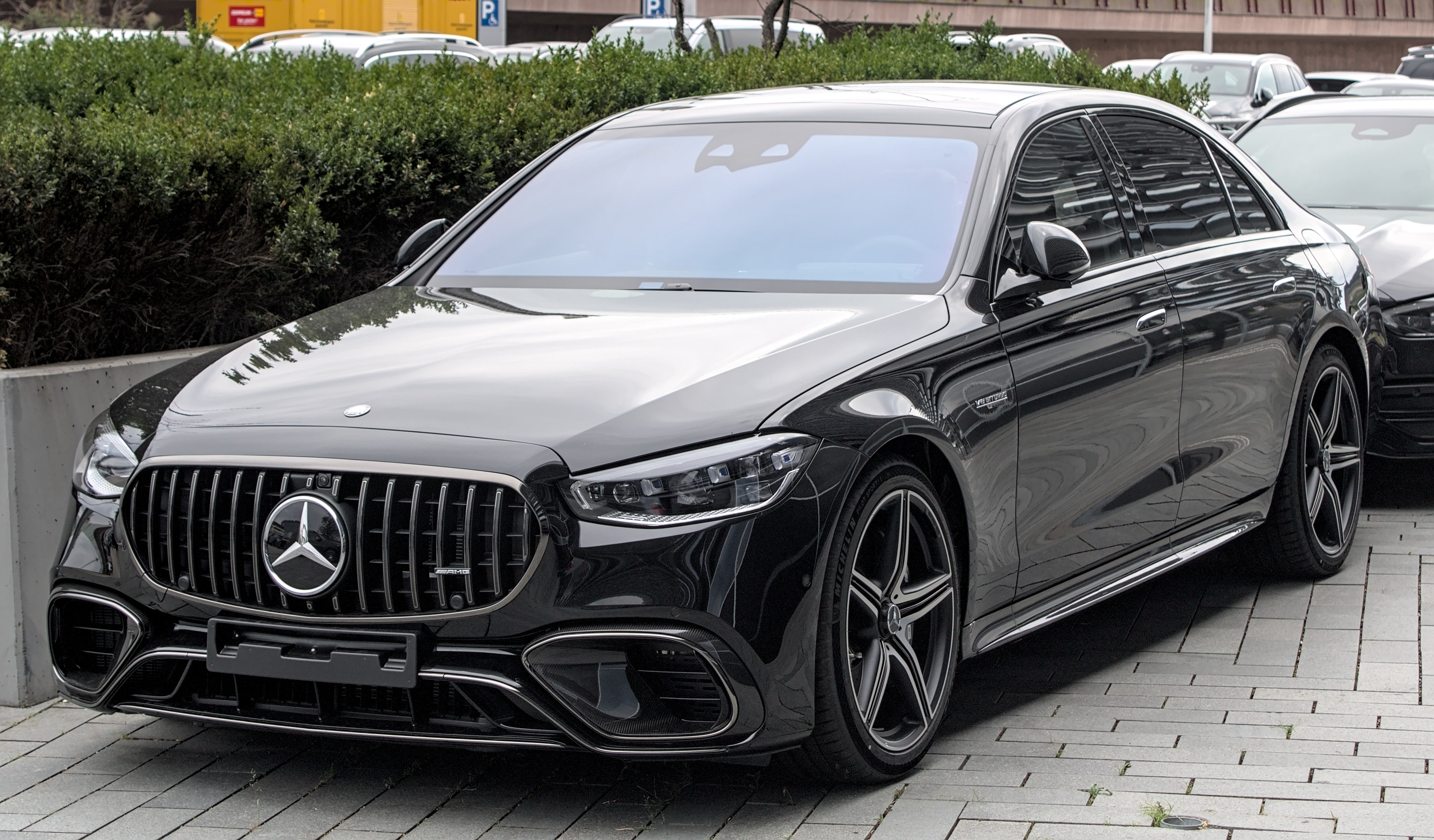
Mercedes-AMG S 63 E Performance (V 223, seit 2023)
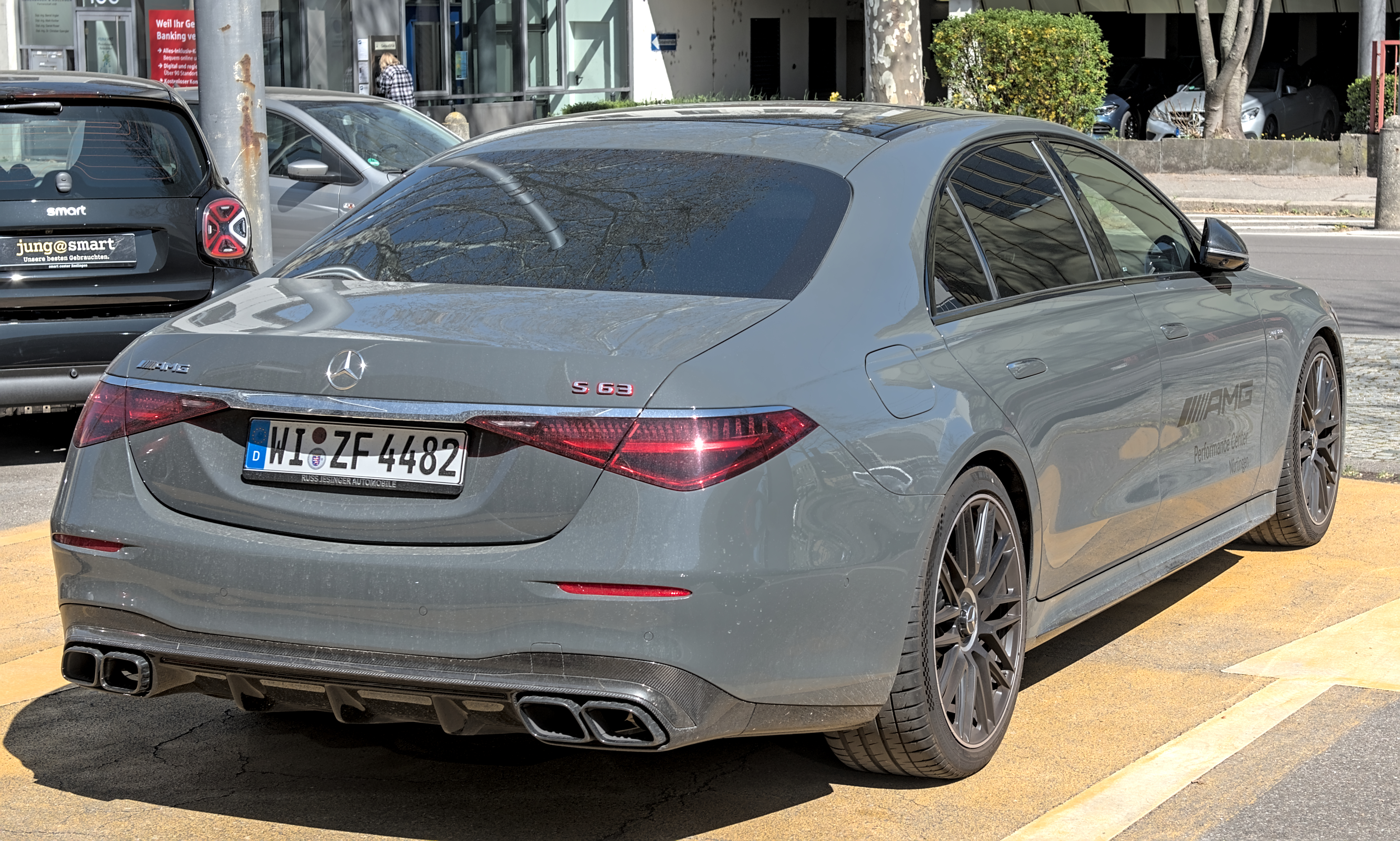
Heckansicht der AMG-Version

### Ottomotoren
| Kenngrößen                                  | S 450 4MATIC                                      | Maybach S 480 4MATIC (China)                      | S 450 4MATIC                                      | S 450 4MATIC                                      | S 500 4MATIC                                 | S 500 4MATIC                                 | S 500 4MATIC                                 | S 580 4MATIC                                 | S 580 4MATIC                                 | Maybach S 580 4MATIC                         | Maybach S 580 4MATIC                         | Maybach S 680 4MATIC              | Maybach S 680 4MATIC              |
| Bauzeitraum                                 | 12/2020–06/2023                                   | seit 04/2021                                      | 06/2023–04/2024                                   | seit 04/2024                                      | 12/2020–11/2022                              | 11/2022–04/2024                              | seit 04/2024                                 | 05/2021–04/2024                              | seit 04/2024                                 | 05/2021–04/2024                              | seit 04/2024                                 | 05/2021–04/2024                   | seit 04/2024                      |
| Motorkenndaten                              |                                                   |                                                   |                                                   |                                                   |                                              |                                              |                                              |                                              |                                              |                                              |                                              |                                   |                                   |
| Motorbezeichnung *                          | M 256 E30 DEH LA G R                              | M 256 E30 DEH LA G R                              | M 256 E30 DEH LA G R                              | M 256 E30 DEH LA G R                              | M 256 E30 DEH LA G                           | M 256 E30 DEH LA G                           | M 256 E30 DEH LA G                           | M 176 DE 40 AL                               | M 176 DE 40 AL                               | M 176 DE 40 AL                               | M 176 DE 40 AL                               | M 279 E 60 AL                     | M 279 E 60 AL                     |
| Motortyp                                    | R6-Ottomotor + Elektromotor                       | R6-Ottomotor + Elektromotor                       | R6-Ottomotor + Elektromotor                       | R6-Ottomotor + Elektromotor                       | R6-Ottomotor + Elektromotor                  | R6-Ottomotor + Elektromotor                  | R6-Ottomotor + Elektromotor                  | V8-Ottomotor + Elektromotor                  | V8-Ottomotor + Elektromotor                  | V8-Ottomotor + Elektromotor                  | V8-Ottomotor + Elektromotor                  | V12-Ottomotor                     | V12-Ottomotor                     |
| Gemischaufbereitung                         | Direkteinspritzung                                | Direkteinspritzung                                | Direkteinspritzung                                | Direkteinspritzung                                | Direkteinspritzung                           | Direkteinspritzung                           | Direkteinspritzung                           | Direkteinspritzung                           | Direkteinspritzung                           | Direkteinspritzung                           | Direkteinspritzung                           | Saugrohreinspritzung              | Saugrohreinspritzung              |
| Motoraufladung                              | Turbolader                                        | Turbolader                                        | Turbolader                                        | Turbolader                                        | Turbolader + elektrischer Zusatzverdichter   | Turbolader + elektrischer Zusatzverdichter   | Turbolader + elektrischer Zusatzverdichter   | Biturbo                                      | Biturbo                                      | Biturbo                                      | Biturbo                                      | Biturbo                           | Biturbo                           |
| Hubraum                                     | 2999 cm³                                          | 2999 cm³                                          | 2999 cm³                                          | 2999 cm³                                          | 2999 cm³                                     | 2999 cm³                                     | 2999 cm³                                     | 3982 cm³                                     | 3982 cm³                                     | 3982 cm³                                     | 3982 cm³                                     | 5980 cm³                          | 5980 cm³                          |
| max. Leistung                               | 270 kW + 16 kW (367 PS + 22 PS) bei 5500–6100/min | 270 kW + 16 kW (367 PS + 22 PS) bei 5500–6100/min | 280 kW + 17 kW (381 PS + 22 PS) bei 5500–6100/min | 280 kW + 17 kW (381 PS + 23 PS) bei 5500–6100/min | 320 kW + 16 kW (435 PS + 22 PS) bei 6100/min | 330 kW + 16 kW (449 PS + 22 PS) bei 6100/min | 330 kW + 16 kW (449 PS + 23 PS) bei 6100/min | 370 kW + 15 kW (503 PS + 20 PS) bei 5500/min | 370 kW + 17 kW (503 PS + 23 PS) bei 5500/min | 370 kW + 15 kW (503 PS + 20 PS) bei 5500/min | 370 kW + 17 kW (503 PS + 23 PS) bei 5500/min | 450 kW (612 PS) bei 5250–5500/min | 450 kW (612 PS) bei 5250–5500/min |
| max. Drehmoment                             | 500 Nm bei 1600–4500/min + 250 Nm                 | 500 Nm bei 1600–4500/min + 250 Nm                 | 500 Nm bei 1600–4500/min + 250 Nm                 | 500 Nm bei 1600–4500/min + 250 Nm                 | 520 Nm bei 1800–5800/min + 250 Nm            | 560 Nm bei 1800–5800/min + 250 Nm            | 560 Nm bei 1800–5800/min + 250 Nm            | 700 Nm bei 2000–4000/min + 250 Nm            | 700 Nm bei 2000–4000/min + 250 Nm            | 700 Nm bei 2000–4500/min + 250 Nm            | 700 Nm bei 2000–4500/min + 250 Nm            | 900 Nm bei 2000–4000/min          | 900 Nm bei 2000–4000/min          |
| Kraftübertragung                            |                                                   |                                                   |                                                   |                                                   |                                              |                                              |                                              |                                              |                                              |                                              |                                              |                                   |                                   |
| Antrieb, serienmäßig                        | Allradantrieb                                     | Allradantrieb                                     | Allradantrieb                                     | Allradantrieb                                     | Allradantrieb                                | Allradantrieb                                | Allradantrieb                                | Allradantrieb                                | Allradantrieb                                | Allradantrieb                                | Allradantrieb                                | Allradantrieb                     | Allradantrieb                     |
| Getriebe, serienmäßig                       | Neunstufen-Automatik (9G-Tronic)                  | Neunstufen-Automatik (9G-Tronic)                  | Neunstufen-Automatik (9G-Tronic)                  | Neunstufen-Automatik (9G-Tronic)                  | Neunstufen-Automatik (9G-Tronic)             | Neunstufen-Automatik (9G-Tronic)             | Neunstufen-Automatik (9G-Tronic)             | Neunstufen-Automatik (9G-Tronic)             | Neunstufen-Automatik (9G-Tronic)             | Neunstufen-Automatik (9G-Tronic)             | Neunstufen-Automatik (9G-Tronic)             | Neunstufen-Automatik (9G-Tronic)  | Neunstufen-Automatik (9G-Tronic)  |
| Messwerte                                   |                                                   |                                                   |                                                   |                                                   |                                              |                                              |                                              |                                              |                                              |                                              |                                              |                                   |                                   |
| Höchstgeschwindigkeit                       | 250 km/h (1)                                      | 250 km/h (1)                                      | 250 km/h (1)                                      | 250 km/h (1)                                      | 250 km/h (1)                                 | 250 km/h (1)                                 | 250 km/h (1)                                 | 250 km/h (1)                                 | 250 km/h (1)                                 | 250 km/h (1)                                 | 250 km/h (1)                                 | 250 km/h (1)                      | 250 km/h (1)                      |
| Beschleunigung, 0–100 km/h                  | 5,1 s                                             | 5,8 s                                             | 5,0 s                                             | 5,0 s                                             | 4,9 s                                        | 4,7 s                                        | 4,7 s                                        | 4,4 s                                        | 4,4 s                                        | 4,8 s                                        | 4,8 s                                        | 4,5 s                             | 4,5 s                             |
| Leergewicht                                 | 1995 kg (2015 kg) (2)                             | 2270 kg                                           | 1995 kg (2015 kg) (2)                             | 2070 kg (2090 kg) (2)                             | 2045 kg (2065 kg) (2)                        | 2080 kg (2100 kg) (2)                        | 2085 kg (2105 kg) (2)                        | 2095 kg (2115 kg) (2)                        | 2140 kg (2160 kg) (2)                        | 2290 kg                                      | 2310 kg                                      | 2350 kg                           | 2365 kg                           |
| max. Zuladung                               | 800 kg (805 kg) (2)                               | k. A.                                             | 725 kg (730 kg) (2)                               | 725 kg (730 kg) (2)                               | 765 kg (755 kg) (2)                          | 730 kg (720 kg) (2)                          | 715 kg (725 kg) (2)                          | 725 kg (705 kg) (2)                          | 680 kg (660 kg) (2)                          | 620 kg                                       | 600 kg                                       | 540 kg                            | 525 kg                            |
| max. Anhängelast                            | 2100 kg                                           | —                                                 | 2100 kg                                           | 2100 kg                                           | 2100 kg                                      | 2100 kg                                      | 2100 kg                                      | 2100 kg                                      | 2100 kg                                      | —                                            | —                                            | —                                 | —                                 |
| Kraftstoffverbrauch auf 100 km (kombiniert) | 7,8–8,3 l Super (7,8–8,4 l Super) (2)             | 8,6 l Super                                       | 8,1–9,3 l Super (8,1–9,4 l Super) (2)             | 8,1 l Super                                       | 7,8–8,4 l Super (7,8–8,4 l Super) (2)        | 8,2–9,7 l Super (8,2–9,8 l Super) (2)        | 8,2 l Super                                  | 10,0–10,6 l Super (10,0–10,6 l Super) (2)    | 10,0 l Super                                 | 10,2–10,9 l Super                            | 10,3 l Super                                 | 13,3–14,1 l Super Plus            | 13,2 l Super Plus                 |
| CO2-Emission (kombiniert)                   | 178–191 g/km (178–191 g/km) (2)                   | k. A.                                             | 184–211 g/km (185–213 g/km) (2)                   | 183–184 g/km                                      | 178–192 g/km (179–192 g/km) (2)              | 186–219 g/km (187–221 g/km) (2)              | 186–187 g/km                                 | 228–242 g/km (228–242 g/km) (2)              | 226–227 g/km                                 | 233–248 g/km                                 | 234 g/km                                     | 305–322 g/km                      | 301 g/km                          |
| Tankinhalt                                  | 65 l                                              | 76 l                                              | 65 l                                              | 65 l                                              | 65 l                                         | 65 l                                         | 65 l                                         | 76 l                                         | 76 l                                         | 76 l                                         | 76 l                                         | 76 l                              | 76 l                              |
| Abgasnorm nach EU-Klassifikation            | Euro 6d-ISC-FCM                                   | China VI                                          | Euro 6d-ISC-FCM                                   | Euro 6e                                           | Euro 6d-ISC-FCM                              | Euro 6d-ISC-FCM                              | Euro 6e                                      | Euro 6d-ISC-FCM                              | Euro 6e                                      | Euro 6d-ISC-FCM                              | Euro 6e                                      | Euro 6d-ISC-FCM                   | Euro 6e                           |

### Dieselmotoren
| Kenngrößen                                  | S 350 d                                 | S 350 d                                           | S 350 d                                           | S 350 d 4MATIC                          | S 350 d 4MATIC                                    | S 350 d 4MATIC                                    | S 400 d 4MATIC                          | S 450 d 4MATIC                                    | S 450 d 4MATIC                                    |
| Bauzeitraum                                 | 12/2020–05/2023                         | 05/2023–04/2024                                   | seit 04/2024                                      | 12/2020–05/2023                         | 05/2023–04/2024                                   | seit 04/2024                                      | 12/2020–05/2023                         | 05/2023–04/2024                                   | seit 04/2024                                      |
| Motorkenndaten                              |                                         |                                                   |                                                   |                                         |                                                   |                                                   |                                         |                                                   |                                                   |
| Motorbezeichnung *                          | OM 656 D 29 R SCR                       | OM 656 M                                          | OM 656 M                                          | OM 656 D 29 R SCR                       | OM 656 M                                          | OM 656 M                                          | OM 656 D 29 R SCR                       | OM 656 M                                          | OM 656 M                                          |
| Motortyp                                    | R6-Dieselmotor                          | R6-Dieselmotor                                    | R6-Dieselmotor                                    | R6-Dieselmotor                          | R6-Dieselmotor                                    | R6-Dieselmotor                                    | R6-Dieselmotor                          | R6-Dieselmotor                                    | R6-Dieselmotor                                    |
| Gemischaufbereitung                         | Common-Rail-Direkteinspritzung          | Common-Rail-Direkteinspritzung                    | Common-Rail-Direkteinspritzung                    | Common-Rail-Direkteinspritzung          | Common-Rail-Direkteinspritzung                    | Common-Rail-Direkteinspritzung                    | Common-Rail-Direkteinspritzung          | Common-Rail-Direkteinspritzung                    | Common-Rail-Direkteinspritzung                    |
| Motoraufladung                              | Turbo+Elektrische Turbolader            | Turbo+Elektrische Turbolader                      | Turbo+Elektrische Turbolader                      | Turbo+Elektrische Turbolader            | Turbo+Elektrische Turbolader                      | Turbo+Elektrische Turbolader                      | Turbo+Elektrische Turbolader            | Turbo+Elektrische Turbolader                      | Turbo+Elektrische Turbolader                      |
| Hubraum                                     | 2925 cm³                                | 2989 cm³                                          | 2989 cm³                                          | 2925 cm³                                | 2989 cm³                                          | 2989 cm³                                          | 2925 cm³                                | 2989 cm³                                          | 2989 cm³                                          |
| max. Leistung                               | 210 kW (286 PS) bei 3400–4600/min       | 230 kW + 17 kW (313 PS + 23 PS) bei 3400–4600/min | 230 kW + 17 kW (313 PS + 23 PS) bei 3400–4600/min | 210 kW (286 PS) bei 3400–4600/min       | 230 kW + 17 kW (313 PS + 23 PS) bei 3400–4600/min | 230 kW + 17 kW (313 PS + 23 PS) bei 3400–4600/min | 243 kW (330 PS) bei 3600–4200/min       | 270 kW + 17 kW (367 PS + 23 PS) bei 3600–4200/min | 270 kW + 17 kW (367 PS + 23 PS) bei 3600–4200/min |
| max. Drehmoment                             | 600 Nm bei 1200–3200/min                | 650 Nm bei 1200–3200/min + 250 Nm                 | 650 Nm bei 1200–3200/min + 250 Nm                 | 600 Nm bei 1200–3200/min                | 650 Nm bei 1200–3200/min + 250 Nm                 | 650 Nm bei 1200–3200/min + 250 Nm                 | 700 Nm bei 1200–3200/min                | 750 Nm bei 1200–3200/min + 250 Nm                 | 750 Nm bei 1200–3200/min + 250 Nm                 |
| Kraftübertragung                            |                                         |                                                   |                                                   |                                         |                                                   |                                                   |                                         |                                                   |                                                   |
| Antrieb, serienmäßig                        | Hinterradantrieb                        | Hinterradantrieb                                  | Hinterradantrieb                                  | Allradantrieb                           | Allradantrieb                                     | Allradantrieb                                     | Allradantrieb                           | Allradantrieb                                     | Allradantrieb                                     |
| Getriebe, serienmäßig                       | Neunstufen-Automatik (9G-Tronic)        | Neunstufen-Automatik (9G-Tronic)                  | Neunstufen-Automatik (9G-Tronic)                  | Neunstufen-Automatik (9G-Tronic)        | Neunstufen-Automatik (9G-Tronic)                  | Neunstufen-Automatik (9G-Tronic)                  | Neunstufen-Automatik (9G-Tronic)        | Neunstufen-Automatik (9G-Tronic)                  | Neunstufen-Automatik (9G-Tronic)                  |
| Messwerte                                   |                                         |                                                   |                                                   |                                         |                                                   |                                                   |                                         |                                                   |                                                   |
| Höchstgeschwindigkeit                       | 250 km/h (1)                            | 250 km/h (1)                                      | 250 km/h (1)                                      | 250 km/h (1)                            | 250 km/h (1)                                      | 250 km/h (1)                                      | 250 km/h (1)                            | 250 km/h (1)                                      | 250 km/h (1)                                      |
| Beschleunigung, 0–100 km/h                  | 6,4 s                                   | 5,6 s                                             | 5,6 s                                             | 6,2 s                                   | 5,5 s                                             | 5,5 s                                             | 5,4 s                                   | 5,0 s                                             | 5,0 s                                             |
| Leergewicht                                 | 2020 kg (2040 kg) (2)                   | 2020 kg (2040 kg) (2)                             | 2090 kg (2110 kg) (2)                             | 2070 kg (2090 kg) (2)                   | 2070 kg (2090 kg) (2)                             | 2125 kg (2145 kg) (2)                             | 2070 kg (2090 kg) (2)                   | 2070 kg (2090 kg) (2)                             | 2125 kg (2145 kg) (2)                             |
| max. Zuladung                               | 700 kg (725 kg) (2)                     | 700 kg (725 kg) (2)                               | 640 kg (958 kg) (2)                               | 700 kg (725 kg) (2)                     | 700 kg (725 kg) (2)                               | 695 kg (675 kg) (2)                               | 700 kg (725 kg) (2)                     | 700 kg (725 kg) (2)                               | 695 kg (675 kg) (2)                               |
| max. Anhängelast                            | 2100 kg                                 | 2100 kg                                           | 2100 kg                                           | 2100 kg                                 | 2100 kg                                           | 2100 kg                                           | 2100 kg                                 | 2100 kg                                           | 2100 kg                                           |
| Kraftstoffverbrauch auf 100 km (kombiniert) | 6,2–6,7 l Diesel (6,2–6,7 l Diesel) (2) | 5,8 l Diesel                                      | 5,9 l Diesel                                      | 6,3–6,8 l Diesel (6,4–6,9 l Diesel) (2) | 6,1 l Diesel                                      | 6,1–6,2 l Diesel                                  | 6,4–6,9 l Diesel (6,5–7,0 l Diesel) (2) | 6,2 l Diesel                                      | 6,2 l Diesel                                      |
| CO2-Emission (kombiniert)                   | 163–173 g/km (163–176 g/km) (2)         | 154 g/km                                          | 154–155 g/km                                      | 166–180 g/km (168–183 g/km) (2)         | 160 g/km                                          | 161–163 g/km                                      | 169–183 g/km (171–186 g/km) (2)         | 162 g/km                                          | 163–164 g/km                                      |
| Tankinhalt                                  | 65 l                                    | 65 l                                              | 65 l                                              | 65 l                                    | 65 l                                              | 65 l                                              | 65 l                                    | 65 l                                              | 65 l                                              |
| Abgasnorm nach EU-Klassifikation            | Euro 6d-ISC-FCM                         | Euro 6d-ISC-FCM                                   | Euro 6e                                           | Euro 6d-ISC-FCM                         | Euro 6d-ISC-FCM                                   | Euro 6e                                           | Euro 6d-ISC-FCM                         | Euro 6d-ISC-FCM                                   | Euro 6e                                           |

### Plug-in-Hybride
| Kenngrößen                                  | S 450 e                               | S 450 e                          | S 580 e                               | Maybach S 580 e                   | Maybach S 580 e                   | S 580 e 4MATIC                        | S 580 e 4MATIC                    | AMG S 63 E Performance                       | AMG S 63 E Performance                       |
| Bauzeitraum                                 | 05/2022–04/2024                       | seit 04/2024                     | 07/2021–04/2024                       | 06/2023–04/2024                   | seit 04/2024                      | 11/2021–04/2024                       | seit 04/2024                      | 04/2023–04/2024                              | seit 04/2024                                 |
| Motorkenndaten                              |                                       |                                  |                                       |                                   |                                   |                                       |                                   |                                              |                                              |
| Motorbezeichnung *                          | M 256 E30 DEH LA                      | M 256 E30 DEH LA                 | M 256 E30 DEH LA                      | M 256 E30 DEH LA                  | M 256 E30 DEH LA                  | M 256 E30 DEH LA                      | M 256 E30 DEH LA                  | M 177 DE 40 AL                               | M 177 DE 40 AL                               |
| Motortyp                                    | R6-Ottomotor + Elektromotor           | R6-Ottomotor + Elektromotor      | R6-Ottomotor + Elektromotor           | R6-Ottomotor + Elektromotor       | R6-Ottomotor + Elektromotor       | R6-Ottomotor + Elektromotor           | R6-Ottomotor + Elektromotor       | V8-Ottomotor + Elektromotor                  | V8-Ottomotor + Elektromotor                  |
| Gemischaufbereitung                         | Direkteinspritzung                    | Direkteinspritzung               | Direkteinspritzung                    | Direkteinspritzung                | Direkteinspritzung                | Direkteinspritzung                    | Direkteinspritzung                | Direkteinspritzung                           | Direkteinspritzung                           |
| Motoraufladung                              | Turbolader                            | Turbolader                       | Turbolader                            | Turbolader                        | Turbolader                        | Turbolader                            | Turbolader                        | Biturbo                                      | Biturbo                                      |
| Hubraum                                     | 2999 cm³                              | 2999 cm³                         | 2999 cm³                              | 2999 cm³                          | 2999 cm³                          | 2999 cm³                              | 2999 cm³                          | 3982 cm³                                     | 3982 cm³                                     |
| Systemleistung                              | 300 kW (408 PS)                       | 300 kW (408 PS)                  | 375 kW (510 PS)                       | 375 kW (510 PS)                   | 375 kW (510 PS)                   | 375 kW (510 PS)                       | 375 kW (510 PS)                   | 590 kW (802 PS)                              | 590 kW (802 PS)                              |
| max. Leistung Verbrennungsmotor             | 220 kW (299 PS)                       | 220 kW (299 PS)                  | 270 kW (367 PS) bei 5500–6100/min     | 270 kW (367 PS) bei 5500–6100/min | 270 kW (367 PS) bei 5500–6100/min | 270 kW (367 PS) bei 5500–6100/min     | 270 kW (367 PS) bei 5500–6100/min | 450 kW (612 PS) bei 5500–6500/min            | 450 kW (612 PS) bei 5500–6500/min            |
| max. Leistung Elektromotor                  | 110 kW (150 PS)                       | 110 kW (150 PS)                  | 110 kW (150 PS)                       | 110 kW (150 PS)                   | 110 kW (150 PS)                   | 110 kW (150 PS)                       | 110 kW (150 PS)                   | 140 kW (190 PS)                              | 140 kW (190 PS)                              |
| Systemdrehmoment                            | 650 Nm                                | 650 Nm                           | 750 Nm                                | 750 Nm                            | 750 Nm                            | 750 Nm                                | 750 Nm                            | 1430 Nm                                      | 1430 Nm                                      |
| max. Drehmoment Verbrennungsmotor           | 450 Nm                                | 450 Nm                           | 500 Nm bei 1600–4500/min              | 500 Nm bei 1600–4500/min          | 500 Nm bei 1600–4500/min          | 500 Nm bei 1600–4500/min              | 500 Nm bei 1600–4500/min          | 900 Nm bei 2500–4500/min                     | 900 Nm bei 2500–4500/min                     |
| max. Drehmoment Elektromotor                | 440 Nm                                | 440 Nm                           | 440 Nm                                | 440 Nm                            | 440 Nm                            | 440 Nm                                | 440 Nm                            | 320 Nm                                       | 320 Nm                                       |
| Kraftübertragung                            |                                       |                                  |                                       |                                   |                                   |                                       |                                   |                                              |                                              |
| Antrieb, serienmäßig                        | Hinterradantrieb                      | Hinterradantrieb                 | Hinterradantrieb                      | Hinterradantrieb                  | Hinterradantrieb                  | Allradantrieb                         | Allradantrieb                     | Allradantrieb                                | Allradantrieb                                |
| Getriebe, serienmäßig                       | Neunstufen-Automatik (9G-Tronic)      | Neunstufen-Automatik (9G-Tronic) | Neunstufen-Automatik (9G-Tronic)      | Neunstufen-Automatik (9G-Tronic)  | Neunstufen-Automatik (9G-Tronic)  | Neunstufen-Automatik (9G-Tronic)      | Neunstufen-Automatik (9G-Tronic)  | Neunstufen-Automatik (AMG Speedshift MCT 9G) | Neunstufen-Automatik (AMG Speedshift MCT 9G) |
| Messwerte                                   |                                       |                                  |                                       |                                   |                                   |                                       |                                   |                                              |                                              |
| Höchstgeschwindigkeit                       | 250 km/h (1)                          | 250 km/h (1)                     | 250 km/h (1)                          | 250 km/h (1)                      | 250 km/h (1)                      | 250 km/h (1)                          | 250 km/h (1)                      | 250 km/h (1) (3)                             | 250 km/h (1) (3)                             |
| Beschleunigung, 0–100 km/h                  | 5,9 s                                 | 5,9 s                            | 5,2 s                                 | 5,1 s                             | 5,1 s                             | 4,9 s                                 | 4,9 s                             | 3,3 s                                        | 3,3 s                                        |
| Leergewicht                                 | 2380 kg (2400 kg) (2)                 | 2410 kg (2430 kg) (2)            | 2365 kg (2385 kg) (2)                 | 2310 kg                           | 2650 kg                           | 2420 kg (2440 kg) (2)                 | 2450 kg (2470 kg) (2)             | (2595 kg) (2)                                | (2595 kg) (2)                                |
| max. Zuladung                               | 655 kg (670 kg) (2)                   | 625 kg (640 kg) (2)              | 660 kg (685 kg) (2)                   | 600 kg                            | 420 kg                            | 650 kg (630 kg) (2)                   | 620 kg (600 kg) (2)               | (550 kg) (2)                                 | (550 kg) (2)                                 |
| max. Anhängelast                            | 0 kg                                  | 0 kg                             | 0 kg                                  | 0 kg                              | 0 kg                              | 0 kg                                  | 0 kg                              | 0 kg                                         | 0 kg                                         |
| Kraftstoffverbrauch auf 100 km (kombiniert) | 0,6–0,9 l Super (0,6–0,9 l Super) (2) | 0,6 l Super                      | 0,7–1,0 l Super (0,7–1,0 l Super) (2) | 0,8–1,0 l Super                   | 0,8 l Super                       | 0,6–1,0 l Super (0,6–1,0 l Super) (2) | 0,7 l Super                       | (4,4 l Super) (2)                            | (4,6 l Super) (2)                            |
| CO2-Emission (kombiniert)                   | 14–20 g/km (14–20 g/km) (2)           | 14 g/km                          | 16–23 g/km (16–23 g/km) (2)           | 18–23 g/km                        | 19 g/km                           | 15–22 g/km (15–22 g/km) (2)           | 16 g/km                           | (100 g/km) (2)                               | (104 g/km) (2)                               |
| elektrische Reichweite                      | 93–108 km (91–108 km) (2)             | 114 km                           | 84–99 km (84–99 km) (2)               | 93–101 km                         | 100 km                            | 86–103 km (86–103 km) (2)             | 105–107 km                        | (33 km) (2)                                  | (31–36 km) (2)                               |
| Abgasnorm nach EU-Klassifikation            | Euro 6d-ISC-FCM                       | Euro 6e                          | Euro 6d-ISC-FCM                       | Euro 6d-ISC-FCM                   | Euro 6e                           | Euro 6d-ISC-FCM                       | Euro 6e                           | Euro 6d-ISC-FCM                              | Euro 6e                                      |

* Die Motorbezeichnung ist wie folgt verschlüsselt:
M = Motor (Otto), OM = Ölmotor (Diesel), Baureihe = 3-stellig, E = Saugrohreinspritzung, M = Mildhybrid, Hubraum = Deziliter (gerundet), D bzw. DE = Direkteinspritzung, H = Homogen, L = Ladeluftkühlung, A = Abgasturbolader, AL = wie L und A, G = boostfähiger Starter-Generator, R = leistungsreduziert, SCR = Art der Abgasnachbehandlung

## Sonderschutzfahrzeug Guard

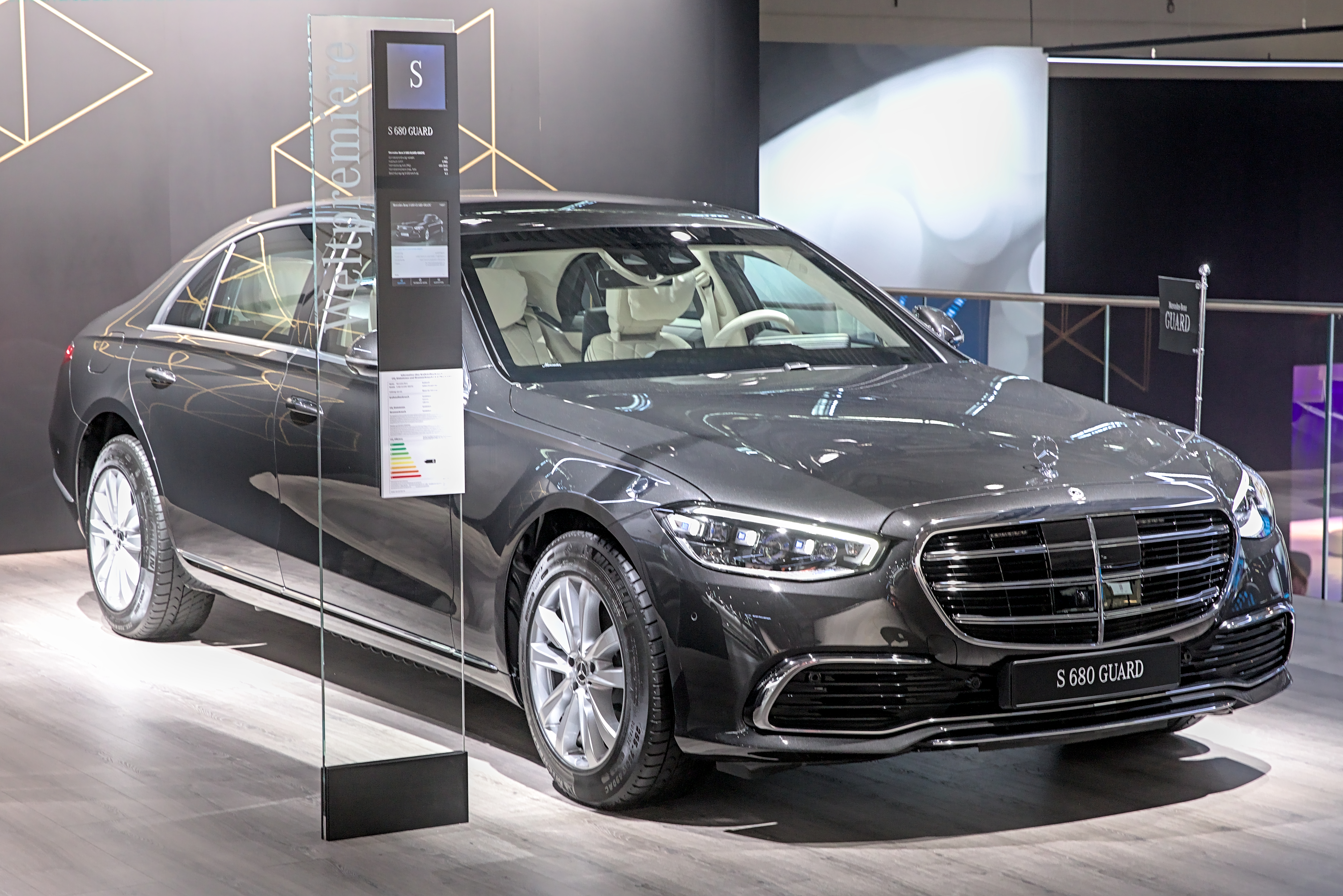
Mercedes-Benz S 680 Guard

Für die S-Klasse ist außerdem das nach Beschussklasse VR10 zertifizierte Sonderschutzfahrzeug Guard mit dem V12-Ottomotor aus dem Maybach erhältlich. Das 4,2-Tonnen schwere und maximal 190 km/h schnelle Fahrzeug hat Allradantrieb und kostet über 500.000 Euro. Äußerlich unterscheidet es sich nur in wenigen Punkten von einem Serienfahrzeug.